# Chicago Stags
Els Chicago Stags van ser un equip de bàsquet de l'NBA situats a Chicago, Illinois. Actius entre 1946 i 1950, jugaven els seus partits al Chicago Stadium.
Tot i que la seva història va ser curta, els Stags varen ser capaços d'adquirir els drets del jove i prometedor Bob Cousy en un traspàs amb els Tri-Cities Blackhawks, tot i que mai va arribar a jugar amb els d'Illinois. Quan els Stags van desaparèixer, es va realitzar un draft amb els jugadors que quedaren lliures i els Boston Celtics van escollir Cousy.
Els Chicago Bulls varen utilitzar, la temporada 2005-2006 rèpliques de l'uniforme dels Stags de l'any 1946, com a part del programa de l'NBA "Harwood Classics".